# Мердо (Јужна Дакота)
Мердо (енгл. Murdo) град је у америчкој савезној држави Јужна Дакота.

## Демографија
По попису из 2010. године број становника је 488, што је 124 (-20,3%) становника мање него 2000. године.
| Група             | 2000.       | 2010.       |
| Белци             | 586 (95,8%) | 454 (93,0%) |
| Афроамериканци    | 0 (0,0%)    | 1 (0,2%)    |
| Азијати           | 0 (0,0%)    | 0 (0,0%)    |
| Хиспаноамериканци | 3 (0,5%)    | 4 (0,8%)    |
| Укупно            | 612         | 488         |